# Horizontes de luz
Horizontes de luz (también conocida como Accidente en el camping) es una película española dirigida por León Klimovsky y guionizada por Ángel del Castillo y
Víctor Redondo. Fue estrenada el 5 de marzo de 1962. Está protagonizada por Antonio Ozores, Torrebruno, Julio Riscal, Julio Núñez y Marta Padovan.

## Sipnosis
En la Escuela de vuelo sin motor de Monflorite hay un grupo de aprendices de piloto de muy diversa procedencia: Chus (Antonio Ozores) es un hijo de papá, Andrés (Julio Núñez) es un romántico solitario, Luis (Julio Riscal) es el ligón del grupo, Carlos (Jorge Martín) es un chaval vigoroso y sano y Felipe (Torrebruno) es el veterano simpático y cantarín. 
Entre bromas pesadas y competencia por las sobrinas del coronel (Marta Padován y Elena María Tejeiro), algunas nociones básicas de vuelo y varias canciones se va devanando el argumento. En un festival aéreo Luis intenta lucirse haciendo acrobacias sobre el lugar en el que acampan unas extranjeras pero le sale mal y sufre un accidente. El rescate del accidentado restablecerá el espíritu de sana camaradería que, por otra parte, nunca ha dejado de reinar entre los alumnos-pilotos.

## Reparto
| Actor/Actriz        | Personaje         |
| ------------------- | ----------------- |
| Antonio Ozores      | Chus, Jesús Marín |
| Torrebruno          | Felipe            |
| Julio Núñez         | Andrés Velasco    |
| Julio Riscal        | Luis Tejedor      |
| Marta Padovan       | Rosa              |
| Elena María Tejeiro | Marta             |
| Jorge Martín        | Carlos Valverde   |
| Antonio Sanabria    |                   |
| Víctor Bayo         |                   |
| Francisco Bernal    |                   |
| Luis Marín          |                   |
| Frank Braña         | Teniente          |
| Esther Rivero       |                   |
| José María Labernié | Coronel           |
| Carlos Arévalo      | Profesor          |
| Francisco Simón     |                   |
| Jaime Avellán       | Capitán           |

## Canciones
Torrebruno interpreta las siguientes canciones durante la película:
- Viento de Máximo Baratas
- El cielo, la Luna y tú de Torrebruno
- Vuela, vuela Gagarin de Torrebruno

Fueron grabadas en discos por Hispavox. 